# پیتر هامبلتون
پیتر هامبلتون (انگلیسی: Peter Hambleton؛ زادهٔ ) یک هنرپیشه اهل نیوزیلند است.
از فیلم‌ها یا برنامه‌های تلویزیونی که وی در آن نقش داشته است می‌توان به هابیت: یک سفر غیرمنتظره، هابیت: برهوت اسماگ، هابیت: نبرد پنج سپاه و آخرین خال‌کوبی اشاره کرد.